# Beverli Hils, 90210: Sledeća generacija
90210 (90210: Sledeća generacija) je tinejdžerska drama koju su stvorili Rob Tomas, Džef Džuda i Gejb Sahs, i četvrta je u nizu čiji je tvorac Deren Star.
Radnja serije se vrti oko nekoliko tinejdžera koji pohađaju izmišljenu srednju školu Zapadni Beverli, koju pohađaju Eni Vilson i Dikson Vilson. Njihov otac, Heri Vilson, vraća se iz Kanzasa sa svojom porodicom u dom iz mladosti, na Beverli Hilsu, kako bi brinuo o svojoj majci, nekadašnjoj glumici Tabiti Vilson, koja ima problema sa alkoholom. Eni i Dikson bore se sa prilagođavanjem svojih života na novu sredinu, pronalsakom novih prijatelja i želja njihovih roditelja. 90210 prati i živote likova originalne serije, uključujući goste Dženi Gart, Šanen Doerti, Tori Speling, En Džilespi, i Džo E. Tata. Ali posle nekog vremena serija počinje da se oslanja samo na tinejdžerske likove i njihove živote.

## Produkcija

### Razvoj
Serija počinje da se planira ubrzano na osnovu zahteva televizije, i tada kreatori počinju da prave likove i da stvaraju radnju nove serije, koja po radnji neće ličiti na staru seriju. Obaveštenje o nastanku serije izneo je scenarista Tomas, 17. marta 2008. U obaveštenju je objavljena glavna radnja serije, kao i glavni likovi, ali životi likova nisu saopšteni sve do početka serije. Početna radnja je bila slična poznatoj: Porodica iz srca Amerike dolazi na zapadnu obalu. Pošto po podacima na Beverli Hilsu 40% stanovništva čine stanovnici Persijskog porekla, stvoren je lik nazvan Navid Širazi. Originalna radnja nije uključivala poslastičarnicu The Peach Pit, ali je i ona kasnije uključena. Thomas je glavne junake pokušao da načini samostalnim, pa je želeo da im da posao u bioskopu, da ne bi koristili kreditne kartice svojih roditelja, ali je takva mogućnost odbačena, jer bi likovi previše ličili na one stare. Stare likove Tomas je zadržao, ali, kako on kaze, u normalnim količinama, jer nije želeo da sa njima paradira u pilot epizodi.
Tomas je 14. aprila najavio da se povlači iz serije da bi se posvetio stvaranju pilota za svoje dve nove serije na ABC. Gejb Sahs i Džef Džuda su preuzeli njegov posao na mestu izvršnih producenata, i krajem aprila stvaraju svoju viziju serije. Sahs je saopštio da je njihova verzija jača od Tomasove. Džuda je rekao da su oni želeli da životi glavih junaka budu mnogo realniji. Jasnijih priča i emocija. Želeli su da publici ukažu na probleme glavnih junaka, da bi se poistovetili sa njima. Oni su prezime glavne porodice iz priče promenili iz Mils u Vilson, i promenili su ime majke junaka iz Keli u Debi. Takođe, dodali su i „komične impulse“ u seriju. Sahs i Džuda ubacuju likove roditelja u glavnu priču jer smatraju da su oni bitni za život dece.
Posle nesporazuma koji su imali sa izvršiocima televizije oko serije i oko priče, Sahs i Džuda daju ostavke na mesto scenarista. Iz TV CW su želeli da serija ima ženski pogled i fokus na novac i glamur, ali Sahs i Džuda su se protivili i pisali više za muškarce. Umesto toga, Džuda je počeo da radi postprodukciju, što uključuje obradu i muziku, dok je Sahs vodio produkciju na setu. Tada je angažovana Rebeka Rend Sinklair koja je postal glavni scenarista. Krajem februara 2009. Sinklair je potpisala ugovor sa producentima i postala izvršni producent za sezone dva i tri.

### Izbor glumaca
Dana 13. marta 2008. godine Kristin Dos Santos sa E! potvrdila je da će postojati spin of sa novim likovima, a ne rimejk serije. Zbog želje producenata da se predstavljanje održi u maju, kasting nije dugo trajao. Prvi odabrani glumac bio je Dastin Miligan, a zatim i AnnaLynne McCord. Pričalo se da će Hilari Daf tumačiti lik Annie Wilson, ali ona je to odlučno negirala. Uloga je poverena Šeni Džims, koja kaže da je odrasla gledajući originalni šou. Rob Estes se poslednji priključio seriji; on je dobio ulogu Herija Vilsona.

## Uloge

### Stalna postava
| Glumac         | Uloga              | Godina    | Dodatak                  |
| -------------- | ------------------ | --------- | ------------------------ |
|                | Eni Vilson         | 2008–2013 |                          |
|                | Dikson Vilson      | 2008−2013 |                          |
|                | Naomi Klark        | 2008–2013 |                          |
|                | Rajan Metevs       | 2008–2011 |                          |
|                | Erin Silver        | 2008–2013 |                          |
|                | Navid Širazi       | 2008–2013 |                          |
|                | Debi Vilson        | 2008–2011 |                          |
|                | Adriana Tet-Dankan | 2008–2013 |                          |
|                | Lajam Kourt        | 2009–2013 |                          |
|                | Ajvi Salivan       | 2009–2012 |                          |
|                | Tedi Montgomeri    | 2009–2013 |                          |
|                | Tabita Vilson      | 2008–2009 | Sezona 1 (Epizode 1–13). |
| Dastin Miligan | Itan Vord]         | 2008–2009 | Sezona 1.                |
|                | Heri Vilson        | 2008–2010 | Seasons 1 & 2.           |

### Periodično
| Glumac              | Uloga          | Godina    | Dodatak                                 |
| ------------------- | -------------- | --------- | --------------------------------------- |
|                     | Džen Klark     | 2009–     |                                         |
|                     | Laurel Kuper   | 2009-     |                                         |
|                     | Oskar          | 2010–     | u trećoj sezoni                         |
|                     | Džia Maneti    | 2009–     |                                         |
| Zachary Ray Sherman | Džasper Herman | 2009–     |                                         |
|                     | Tu Kolins      | 2008–2009 |                                         |
|                     | Trejsi Klark   | 2008–2009 |                                         |
|                     | Čarls Klark    | 2008–2009 |                                         |
|                     | Keli Tejlor    | 2008–2010 | Specijalna gošća (sezone 1 i 2).        |
| Šanen Doerti        | Brenda Volš    | 2008–2009 | Specijalna gošća (sezona 1; 7 epizoda). |
|                     | Džeki Tejlor   | 2008–2010 |                                         |

## Gledanost u Sjedinjenim Američkim Državama
Gledanost po sezonama (zasnovano na proseku ukupne gledanosti po epizodi) 90210 na TV CW.
| Sezona | Termin prikazivanja | Premijera           | Finalna epizoda | Kotiranje | Broj gledalaca (u milionima) | Ocena |
| ------ | ------------------- | ------------------- | --------------- | --------- | ---------------------------- | ----- |
| 1      | Utorak 8/7c         | 2. septembar 2008.  | 19. maj 2009.   | #172      | 2.8                          | 0.8   |
| 1      | Utorak 9/8c         | 2. septembar 2008.  | 19. maj 2009.   | #172      | 2.8                          | 0.8   |
| 2      | Utorak 8/7c         | 8. septembar 2009.  | 18. maj 2010.   | #137      | 1.8                          | 0.9   |
| 3      | Ponedeljak 8/7c     | 13. septembar 2010. | maj 2011.       |           |                              |       |

90210 postala je popularna serija već posle prve epizode The Jet Set, koju je gledalo 5,14 miliona gledalaca. We're Not in Kansas Anymore, kao sledeću epizodu, gledalo je u proseku 4,9 miliona gledalaca tokom dvočasovnog prenosa 2. septembra 2008. Druga sezona serije premijerno je počela 8. septembra 2009, i gledalo ju je 2,56 miliona gledalaca, što je oko 2,2 miliona manje nego premijera serije, ali oko 430.000 gledalaca više nego što je gledalo finale prve sezone.

### Kritike
Kritike za pilot epizodu bile su prosečne. Časopis „Boston gloub“ ocenio je da je serija, kao i original, „vrlo dobra“. Navode da je pilot postavljen savršeno, i da su u njemu isključene finese kojih ima u drugim tinejdžerskim serijama. Navode se kritike na račun scenarista, i njihovog nemaštovitog materijala, i komentarisana je scena oralnog seksa u pilot epizodi. Likovi su često upoređivani sa likovima iz drugih TV serija, poput Tračare, a kao kontrast tome, Naomi je dobila visoku ocenu, uz ocenu da glumci moraju još uvek da se „sjedinjuju“. 

### Nagrade
| Godina     | Rezultat | Nagrada                              | Kategorija     | Dobitnik(ci) |
| ---------- | -------- | ------------------------------------ | -------------- | ------------ |
| 2009       |          |                                      |                |              |
| Nominacija |          | Omiljena nova TV drama               |                |              |
| Nominacija |          | Drama sa više zapleta(priča u priči) |                |              |
| Nominacija |          | Uloga u Priči sa pričom              |                |              |
| Nominacija |          | Omiljena TV drama                    |                |              |
| Nominacija |          | TV nova serija                       |                |              |
| Nominacija |          | Omiljeni TV glumac                   |                |              |
| Nominacija |          | Nova glumica TV                      |                |              |
| Nominacija |          | Novo lice TV                         |                |              |
| Nominacija |          | Roditeljski par na TV                | i              |              |
| 2010       |          |                                      |                |              |
| Dobitnik   |          | Mladi sjaj Holivuda                  | Jessica Stroup |              |
| Dobitnik   |          | Proboj sa novim nastupom             |                |              |
| Nominacija |          | Najbolja serija drama                |                |              |
| Nominacija |          | Omiljena TV drama                    |                |              |
| Nominacija |          | Ženski najboji nastup                |                |              |
| Nominacija |          | Roditeljski par na TV                | i              |              |
| Nominacija |          | Omiljeni TV glumac                   |                |              |

## Spoljašnje veze
- Званични веб-сајт
- 90210 на веб-сајту  (језик: енглески)
- 90210 на веб-сајту TV.com (језик: енглески)
- „List of 90210 Episodes”. TVGuide.
- Star World India 90210 section